# Акустоэлектрический эффект
Акустоэлектрический эффект — возникновение тока в проводнике при распространении в нём акустической волны. Эффект предсказан теоретически  Р. Парментером в 1952 году и позже Л. Гуревичем. В 1957 году экспериментально обнаружен в германии Г. Вайнрайхом и X. Дж. Уайтом и независимо в работе Сасаки и Ёсиды. Наиболее сильно этот эффект проявляется в кристаллах без центра инверсии.